# 北村孝一
北村孝一（きたむら よしかつ、1946年- ）は、日本のことわざ研究家、翻訳家。

## 人物
北海道出身。1978年頃、ことわざ集の翻訳を依頼されたことから、ことわざに積極的関心を抱き、 世界のことわざを収集・分析する。85年頃友人たちと「ことわざ研究会」の活動を始め、2007年「ことわざ学会」創立に参加、代表理事。

## 著書
- 『ことわざの雑学』大陸書房 1984
- 『日本と世界のことわざ 比べてみると… 国が違えば表現もかわる』池田書店 1989 　「日本のことわざ世界のことわざ 生きるヒント 幻冬舎文庫 2004
- 『外国のことわざ』 (ことわざの学校  アリス館, 2002
- 『ことわざの謎 歴史に埋もれたルーツ』光文社新書 2003
- 『ミニマムで学ぶ英語のことわざ』クレス出版 2017

### 編著・監修
- 『世界ことわざ辞典』編. 東京堂出版 1987
- 『銅版画による19世紀末世界への旅』編　東京堂出版, 1989.9
- 『英語常用ことわざ辞典』武田勝昭共編. 東京堂出版, 1997
- 『ことわざ資料叢書』第2輯 全10巻 監修, ことわざ研究会 編. クレス出版, 2003
- 『ことわざ資料叢書』第3輯 全10巻 北村, 伊藤高雄監修, ことわざ研究会 編. クレス出版, 2005
- 『日本と世界のおもしろことわざ ことわざで文化を比較しよう』全6巻 北村,須藤健一監修. 学研教育出版, 2010
- 『おぼえる!学べる!たのしいことわざ』監修. 高橋書店, 2012
- 『故事俗信 ことわざ大辞典』監修、小学館、第2版 2012。ISBN 978-4-0950-1102-8
- 『ことわざ資料叢書』第4輯 全10巻 監修, ことわざ学会 編. クレス出版, 2013.4
- 『マンガでわかる すごい！ことわざ図鑑〈試験に出る〉』監修, 北澤篤史 著. 講談社, 2024.12

### 翻訳
- A.ルーミス『やさしい人物画』マール社, 1976
- D.R.グレイヴス『木炭で描く』マール社, 1980
- ベネディクト・ラブラー『人物を描く』(ピクチュア・ボックス480)マール社, 1980
- デイビッド・ブラウン『ねこを描く』 (ピクチュア・ボックス480)マール社, 1980
- メアリー・シーモー『はなを描く』 (ピクチュア・ボックス480)マール社, 1980
- デイビッド・ブラウン『野生の動物を描く』 (ピクチュア・ボックス480)マール社, 1980
- ピーター・コールドウェル『船と港を描く』 (ピクチュア・ボックス480)マール社, 1980
- コロンタイ 他著『ロシア革命と労働者反対派』時田昌瑞共訳. 海燕書房, 1981
- トゥームズ・カーチス, クリストファー・ハント『エアブラシ・ブック』マール社, 1981
- メアリー・シーモー『室内を描く』 (ピクチュア・ボックス480)マール社, 1981
- ハンス・シュバーツ『鉛筆画の描き方 (ピクチュア・ボックス480)マール社, 1982
- C.ヘイズ 編著『絵の材料と技法』マール社, 1982
- ディビッド・ブラウン『とりを描く (ピクチュア・ボックス480)マール社, 1982
- ノーマン・バターシル『風景を描く』(ピクチュア・ボックス480)  マール社, 1982
- ハンス・シュバーツ『建物を描く (ピクチュア・ボックス480)マール社, 1982
- ベティ・エドワード『脳の右側で描け』マール社, 1982
- ジャック・サドゥール 編著『SFグラフィックス : パルプマガジン黄金時代のSFイラスト集』 MPC, 1985
- ジャック・ステルンベルク 編著『魅惑の広告芸術 :ベル・エポック』 MPC, 1986
- ミリアム・ファンケル 文『ペーパーアーキテクチュア : 今、よみがえる世界の歴史的な建物 1 (古代ローマのコロセウム)』集文社, 1987
- アニー・ルゴン 文『ペーパーアーキテクチュア : 今、よみがえる世界の歴史的な建物 2 (古代ローマの邸宅)』集文社, 1987
- エマニュエル・ミュアン 文『ペーパーアーキテクチュア : 今、よみがえる世界の歴史的な建物。 3 (中世の修道院)』集文社, 1987
- ジュルジュ・ムルルヴァ 文『ペーパーアーキテクチュア : 今、よみがえる世界の歴史的な建物。 4 (中世ロマネスクの教会)』集文社, 1987
- K.ニコライデス『素描の基礎技法』エルテ出版, 1987
- E.W.ワトスン, A.A.ワトスン『スケッチの画材と技法』エルテ出版, 1987
- E.W.ワトスン『鉛筆画の応用技法』エルテ出版, 1987
- リリアンヌ・クジ 文『ペーパーアーキテクチュア 今、よみがえる世界の歴史的な建物 6 (エジプトの神殿)』集文社, 1988
- W.ハーディ『ゴッホ (巨匠の絵画技法) エルテ出版, 1988
- T.コプルストン『モネ (巨匠の絵画技法)エルテ出版, 1988
- B.エドワーズ『内なる画家の眼 創造性の活性化は可能か』エルテ出版, 1988
- L.ボウルトン『ドガ (巨匠の絵画技法)エルテ出版, 1989
- A.ルーミス『初めてのイラスト教室』エルテ出版, 1989
- Tom Porter, Sue Goodman『グラフィックノウハウブック』集文社, 1990
- A.モラル『レンブラント (巨匠の絵画技法)エルテ出版, 1990
- D.R.グレイヴス『ポートレートの描き方』エルテ出版, 1991
- 『絵解き江戸庶民のことわざ』F.ステナケル, 上田得之助 著, 河鍋暁斎 画, 北村訳・解説. 東京堂出版, 1991
- ダイヤグラム・グループ 編『武器 歴史,形,用法,威力』田島優共訳. マール社, 1992.6
- J.バーチャイ『デッサンのための美術解剖図』エルテ出版, 1992
- D.ルイス『初めての鉛筆画教室』エルテ出版, 1993
- J.M.パラモン『水彩技法のステップアップ』エルテ出版, 1996.
- B.ホガース『ダイナミックコミック講座 人物を描く』エルテ出版, 1998
- エイドリアン・フィッシャー, ハワード・ロクストン『迷路の秘密図鑑』青娥書房, 2013

### 寄稿・コラム連載
- 初夢と「一富士二鷹三茄子」,『ことわざ・慣用句の百科事典』 2023.12[3]
- 「暑さ寒さも彼岸まで」の背景,『ことわざ・慣用句の百科事典』 2024.1[4]
- “鉄は熱いうちに打て”の常識を見直す,『ことわざ・慣用句の百科事典』 2024.2[5]
- 「花より団子」に込められた思い,『ことわざ・慣用句の百科事典』 2024.3[6]
- “好きこそ物の上手なれ” の眼差（まなざ）し,『ことわざ・慣用句の百科事典』 2024.5[7]
- “地震雷火事親父”のレトリック,『ことわざ・慣用句の百科事典』 2024.5[8]
- 「犬も歩けば棒に当たる」の二つの意味『ことわざ・慣用句の百科事典』 2024.8[9]
- 暗喩が生きる「一寸先は闇」『ことわざ・慣用句の百科事典』 2025.1[10]
- 「二度あることは三度ある」と庶民の生活感覚『ことわざ・慣用句の百科事典』 2025.2[11]